# 西部ニューギニア戡定作戦
西部ニューギニア戡定作戦（せいぶニューギニアかんていさくせん）は日本軍が1942年3月から4月にかけて行った作戦。別名は「N作戦」。
ニューギニア西部各地の攻略や掃蕩が行われた。

## 経過
1942年3月5日、大本営はジャワ作戦後に蘭印ニューギニア方面の敵掃蕩や要地占領を行うよう連合艦隊司令長官に命令。作戦を実施する蘭印部隊の指揮官は3月11日に第十一航空戦隊司令官藤田類太郎少将に作戦準備を命じ、3月15日に藤田少将を指揮官とするN攻略部隊が編成された。
アンボンに集結したN攻略部隊は3月29日夜から30日早朝にかけて出撃し、以下の場所の攻略、掃蕩を実行した。
- ブラ - 3月31日上陸。敵存在せず。
- ファクファク - 4月1日上陸。敵降伏。
- バボ（ビントゥニ湾奥） - 4月2日上陸。掃蕩、資源調査実施。
- ソロン - 4月4日上陸。掃蕩実施。
- テルナテ島 - 4月7日テルナテ上陸。敵降伏。4月8日、島北東岸ジャイロロの掃蕩実施。
- マノクワリ - 4月12日上陸。掃蕩実施。
- モミ（ドベライ半島東岸） - 4月15日上陸、占領。
- セルイ（ヤーペン島南岸） - 4月16日上陸。敵存在せず。
- ナビレ - 4月17日上陸。掃蕩実施。
- サルミ - 4月19日上陸。掃蕩実施。
- ホランジア - 4月19日上陸。21日まで掃蕩実施。

上記完了後、N攻略部隊はマノクワリに集結し作戦を終了した。4月23日、N攻略部隊の編制は解かれた。
攻略後、マノクワリ、ファクファク、テルナテ、ブラ、バボには警備のための部隊が置かれた。

## 参加兵力
第一軍隊区分
- N攻略部隊（指揮官：第十一航空戦隊司令官藤田類太郎少将）
  - 主隊：水上機母艦「千歳」、軽巡洋艦「鬼怒」、水雷艇「友鶴」、「初雁」
  - 援護隊：第十六駆逐隊第一小隊（駆逐艦「雪風」、「時津風」）、「第一号哨戒艇」、「第二号哨戒艇」、「第三十八号哨戒艇」、「第三十九号哨戒艇」
  - 陸戦部隊：第四警備隊、第二十四特別根拠地隊派遣隊
  - 警備部隊：第二砲艦隊（「萬洋丸」、「大興丸」、「億洋丸」）、「西安丸」、「北陸丸」
  - その他：特務隊員

第二軍隊区分
ブラ攻略後発令。詳細不明。援護隊を第一援護隊と第二援護隊に分けたもよう。また、ブラ攻略後に特設砲艦「億洋丸」と第四警備隊附属の高角砲4門が攻略部隊から除かれ、クーパン飛行場の対空防御強化にまわされた。

## その後
オランダ軍のマノクワリ守備隊は内陸部に撤退し、山中で孤立した状態で自活を続けながら散発的なゲリラ戦を続けたという。1944年8月にドベライ半島のサンサポールにマッカーサー率いるアメリカ軍からなる連合国軍が上陸したことを知るとジャングルを踏破してサンサポールまで向かいアメリカ軍に合流した。